# Nightcall
Nightcall è un singolo del disc jockey Kavinsky pubblicato nel 2010. È stato prodotto con Guy-Manuel de Homem-Christo dei Daft Punk e mixata dall'artista elettronico SebastiAn. Il brano è interpretato da Lovefoxxx, cantante della band brasiliana CSS ed include un remix di Xavier de Rosnay, Jackson and His Computer Band e Breakbot.

## Formazione
- Kavinsky - voce, produzione
- Lovefoxxx - voce
- SebastiAn - missaggio
- Guy-Manuel de Homem-Christo - produzione

- Florian Langatta - mastering

## Classifiche

### Classifiche di fine anno
| Classifica (2012-2013) | Posizione |
| ---------------------- | --------- |
| Belgio (Fiandre)       | 28        |
| Belgio (Vallonia)      | 16        |
| Francia (SNEP)         | 10        |

## Cover
- Nel 2013 la band inglese London Grammar ha registrato una cover di "Nightcall" per il loro album di debutto, If You Wait. Il brano è stato pubblicato come quarto singolo dell'album l'8 dicembre 2013.[6]

## Altri media
- Il brano è principalmente noto per essere stato utilizzato nella sequenza iniziale del film Drive, diretto da Nicolas Winding Refn e interpretato da Ryan Gosling.[7] È inoltre presente nella pellicola The Lincoln Lawyer.